# Aeschynomene elaphroxylon
Aeschynomene elaphroxylon är en ärtväxtart som först beskrevs av Jean Baptiste Antoine Guillemin och Perr., och fick sitt nu gällande namn av Paul Hermann Wilhelm Taubert. Aeschynomene elaphroxylon ingår i släktet Aeschynomene och familjen ärtväxter. Inga underarter finns listade i Catalogue of Life.